# Friedrich-Rohr-Gymnasium Grabow
Das Friedrich-Rohr-Gymnasium war ein Gymnasium der mecklenburgischen Stadt Grabow.
Es entstand 1908 als Knabenbürgerschule. Der Bau der Schule wurde durch Friedrich Rohr mitfinanziert und anschließend nach ihm benannt. Während des Zweiten Weltkrieges als Krankenhaus genutzt, war es in den folgenden Jahren wieder zur Polytechnischen Oberschule umfunktioniert worden. Nach der Wende 1990 bekam die Schule den Status eines Gymnasiums. Auf Grund der vom Land Mecklenburg-Vorpommern prognostizierten Schülerzahlen wurde 2001 vom Landkreis entschieden, die Schule 2005 zu schließen. Trotz Protesten der Bevölkerung, Lehrer und Schüler und der Verwendung vermeintlich falscher statistischer Erhebungen konnte diese Entscheidung nicht rückgängig gemacht werden und so schloss das Gymnasium am 24. Juni 2005 seine Pforten.
Seit Herbst desselben Jahres wird das Gebäude als Regionalschule der Klassen 5–10 genutzt, allerdings unter neuer Leitung und mit neuen Lehrern.

## Geschichte

### Geschichte ab 2002
Mit dem Ende des Schuljahres 2002/2003 begann die Schließung der Schule. Vier Lehrer verließen die Schule und die 10. Klassen mussten geschlossen auf das Goethe-Gymnasium (Ludwigslust) wechseln. Fünfte Klassen kamen nicht mehr nach, so dass nur die Jahrgänge 7–10 und 12–13 verblieben. In den folgenden Jahren wurde die Lehrerzahl bis auf 15 reduziert. Dem gegenüber standen 130 Schüler der Jahrgänge 8, 9, 10 und 13.
Das Schuljahr endete mit einer Aktionswoche, in der bereits Archive, die nun ebenfalls in Ludwigslust gelagert werden, und Lehrmittel ausgeräumt wurden. Bei Musik und einer großen Versteigerung wurde der letzte Abend des Gymnasiums „zelebriert“.

### Gebäudenutzung nach 2005
Im Sommer 2005 wechselte die bisher Am Hufenweg ansässige Regionalschule in das leergezogene Gebäude, die sich seitdem Regionale Schule Friedrich Rohr nennt und in der die Klassenstufen 5–10 unterrichtet werden. Neben der Verwaltung wechselten auch die Lehrer und eine Renovierung verwischte weitere Spuren des ehemaligen Gymnasiums. Das Schulgebäude am Hufenweg wird seither als Grundschule genutzt, diese trägt den Namen Eldekinder.

## Pädagogisches Angebot

### Sprachen
Auf Grund der geringen Schüler- und Lehrerzahl war das Angebot an Fremdsprachen immer limitiert. Neben Englisch, was ab der 5. Klasse unterrichtet wurde, konnten Schüler in der 7. Klasse zwischen Russisch und Französisch wählen. Die zweite Fremdsprache musste bis zur 11. Klasse fortgesetzt werden. In der Sekundarstufe II kamen Grund- oder Leistungskurse in anderen Sprachen als Englisch äußerst selten vor.

### Musik
Neben dem obligatorischen Musikunterricht waren musikalische Aktivitäten auch nach dem Unterricht sehr beliebt. Schüler konnten sich im Chor oder der Schulband engagieren.

### Sport und Kunst
Auch wenn die bereitgestellten Möglichkeiten der Schule für den Sportunterricht eher begrenzt waren, engagierten sich Lehrer in der Freizeit für die sportliche Betätigung der Schüler und boten verschiedene Aktivitäten nach dem Unterricht an. So gab es z. B. eine Volleyball-AG und einen Tanzkurs für Stepaerobic und Jazzdance. Auch im Bereich Kunst gab es engagierte Lehrer, die eine Kreativ-AG organisierten. Außerdem konnten Schüler ihre journalistischen und gestalterischen Fähigkeiten bei der Erstellung der Schülerzeitung Rohrlinger unter Beweis stellen.

## Schüleraustausch
- Dänemark: Albertslund
- Vereinigte Staaten: Beal City, Michigan
- Frankreich: Auxerre
- Deutschland: Borken

Weiterhin sind obligatorisch in der 10. Klasse eine mehrtägige Studienreise innerhalb von Deutschland (zum Beispiel Dresden) und in der 11. Klasse eine Studienreise nach Italien angeboten worden. Alternative Studienreisen, zum Beispiel nach England, wurden in den späteren Jahren nicht mehr angeboten.